# Nickel(II) chloride hexamin
Nickel(II) chloride hexamin là một hợp chất vô cơ có công thức hóa học NiCl2·6NH3. Nó là muối chloride của phức Ni(NH3)62+. Các cation có sáu phối tử amonia (được gọi là amin trong hóa học phối hợp) gắn với ion nickel(II).

## Tính chất và cấu trúc
Ni(NH3)62+, giống như tất cả các phức nickel bát diện(II), có tính thuận từ với hai electron chưa ghép cặp được định vị trên mỗi tâm Ni. NiCl2·6NH3 được điều chế bằng cách xử lý nickel(II) chloride bằng amonia. Nó rất hữu ích vì là một nguồn phân tử của nickel(II) khan.